# Аплок, Юрий Юрьевич
Юрий Юрьевич Аплок (латыш. Juris Aploks; 21 апреля 1893 — 2 апреля 1938) — советский военачальник, комдив (1935).

## Биография
Родился Юрий Юрьевич Аплок в 1891 году в усадьбе Каленес Ранькская волость Гольдингенского уезда Курляндской губернии (сейчас Скрундский край, Латвия) в семье латышского крестьянина.
С началом Первой мировой войны, в 1914 году призван в российскую армию, службу начал рядовым. В 1915 году он окончил Псковскую школу прапорщиков, затем военное училище, за время войны дослужился от командира взвода до выборного командира 2-го Рижского латышского полка. Войну закончил в звании штабс-капитана.
В 1918 году добровольно вступил в РККА, в феврале 1918 года участвовал в первых сражениях РККА при обороне Пскова, командуя частями 2-го Рижского латышского полка, с 21 июня 1918 года — начальник оперативного отдела штаба дивизии, с 27 июля 1918 года — начальник штаба дивизии (группы войск). С августа 1918 года — член ВКП(б).
С 7 по 31 августа 1918 года — начальник штаба 3-й армии, в то время сражавшейся против армии КОМУЧа и Чехословацкого корпуса на екатеринбургском направлении. С 31 августа по декабрь 1918 года — командир отряда Особого назначения в составе 3-й армии (впоследствии — Особая Камская бригада), специально созданного для подавления Ижевско-Воткинского восстания.
С 27 июня по 25 июля 1919 года — помощник начальника штаба 6-й стрелковой дивизии, с 1 сентября 1919 года по 18 марта 1920 года — помощник начальника Восточного сектора Войск внутренней охраны Республики (ВОХР) и член коллегии Уфимской ГубЧК (одновременно, с 6 по 22 сентября 1919 года — командир Особой группы, с 11 по 28 октября 1919 года — вр. и. д. начальника войск Восточного сектора, с 28 октября 1919 года по 3 марта 1920 года — командующий войсками Уфимской губернии на правах начдива), с 16 марта по 9 апреля 1920 года — вр. и. д. начальника Приамурского сектора ВОХР, с 17 мая по 5 октября 1920 года — начальник войск Орловского сектора ВОХР и член коллегии Орловской ГубЧК. Одновременно, с 10 сентября по 5 октября 1920 года — командующий всеми вооружёнными силами Тамбовской губернии, участвует в подавлении Тамбовского восстания.
После окончания Гражданской войны, с 29 января по 24 июня 1921 года — командующий войсками ВЧК Украины и Крыма, с 17 августа по 30 сентября 1921 года — начальник Инспекторского Отдела Управления войск ВЧК Республики, с 14 февраля по 19 июня 1922 года — помощник начальника штаба войск ГПУ, с 19 июня 1922 года по 1 мая 1923 года — командующий и военком войск ГПУ Московского военного округа (МВО). 25 сентября 1922 года окончил Военную академию с оценкой «хорошо». С апреля 1924 года — помощник командира 14-й Московской стрелковой дивизии, с октября 1924 года — командир 14-й стрелковой дивизии, одновременно, в 1928 году окончил КУВНАС при Военной Академии им. Фрунзе. В мае 1930 года был назначен заместителем начальника штаба Северо-Кавказского военного округа, с 1932 года — заместитель начальника штаба Московского военного округа (МВО), с 1936 года — помощник командующего МВО по материальному обеспечению.
Арестован 18 декабря 1937 года как участник латышской фашистской организации, 1 апреля 1938 года ВКВС СССР приговорен к ВМН по обвинению в активном участии в контрреволюционной организации в МВО, расстрелян 2 апреля 1938 года на Коммунарке. Реабилитирован 25 июля 1958 года.

## Звания
- комдив — 20.11.1935

## Награды
- Орден Красного Знамени (20.02.1928[9])
- Орден Красной Звезды